# 奥桑克斯
奥桑克斯（法語：Ossenx，法語發音：[ɔsɛ̃ks]）是法国大西洋比利牛斯省的一个市镇，属于奥洛龙-圣玛丽区。

## 地理
奥桑克斯（43°22'20"N, 0°48'58"W）占地面积4.02 平方千米，位于法国新阿基坦大区大西洋比利牛斯省，该省份是位於法国东南部的省份，涵盖了贝阿恩与北巴斯克，西临大西洋比斯開灣，北至朗德省，东北接热尔省，东临上比利牛斯省，南与西班牙接壤。
与奥桑克斯接壤的市镇（或旧市镇、城区）包括：阿罗瑞宗、欧多克斯、卡斯泰特邦、纳尔普。
奥桑克斯的时区为UTC+01:00、UTC+02:00（夏令时）。

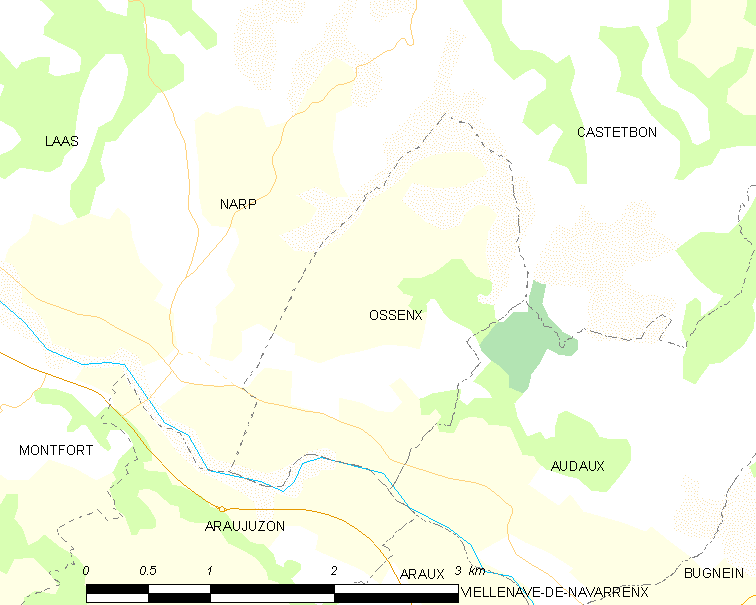
奥桑克斯的OSM定位图

## 行政
奥桑克斯的邮政编码为64190，INSEE市镇编码为64434。

## 政治
奥桑克斯所属的省级选区为奥尔泰兹-激流与盐之地县。

## 人口

1962-2008年间奥桑克斯人口变化图示

奥桑克斯于2022年1月1日时的人口数量为52人。